# إلستون شو
إلستون شو (بالإنجليزية: Elston Shaw)‏ هو عداء سريع بليزي، ولد في 16 ديسمبر 1972.

## وصلات خارجية
- إلستون شو على موقع الاتحاد الدولي لألعاب القوى (الإنجليزية)
- إلستون شو على موقع أوليمبيديا (الإنجليزية)
- إلستون شو على موقع اتحاد ألعاب الكومنولث (مؤرشف) (الإنجليزية)